# Antoni Sukiennik
Antoni Sukiennik, ps. Emil, Zygmunt, Józef, Artur (ur. 7 lipca 1886 we wsi Gać, parafia Dźbów, zm. w 1924 w Piotrogrodzie) – działacz i bojowiec Polskiej Partii Socjalistycznej – Frakcji Rewolucyjnej, po zdradzie konfident i prowokator Ochrany.

## Życiorys
Przyszedł na świat w rodzinie chłopskiej. Był najmłodszym z dziesięciorga dzieci Kacpra Sukiennika i Marianny z Soluchów. Wychowywał się w Trzepizurach. Po śmierci ojca około 1890 zdecydowano, że będzie uczył się na księdza. Ukończył cztery klasy gimnazjum miejskiego w Częstochowie, po czym wstąpił do seminarium duchownego, lecz rychło je porzucił. Mając 18 lat, zatrudnił się jako kelner w karczmie należącej do jego stryja Teodora Sukiennika w pobliskiej Blachowni, która była „dziuplą” przemytników. Sam też wielokrotnie przekraczał nielegalnie granicę między należącą do Prus Wielkopolską a Kongresówką.
W 1905 wstąpił do Polskiej Partii Socjalistycznej – Frakcji Rewolucyjnej i został członkiem jej Organizacji Bojowej. Odtąd prowadził przerzut broni i nielegalnej literatury dla PPS-FR i uczestniczył w kilkudziesięciu akcjach zbrojnych na terenie regionu częstochowskiego i Zagłębia. Mimo swojej kryminalnej przeszłości został szybko uznany za sprawdzonego towarzysza, zwłaszcza po odsiedzeniu miesiąca w areszcie w 1906. Jesienią 1907 w trakcie akcji ekspropriacyjnej przeciw urzędnikom akcyzy w Rakowie przyczynił się do śmierci dwojga przypadkowych ludzi, za co został na krótko zawieszony w prawach członka Organizacji Bojowej. Następnie, ukończywszy kurs szkoleniowy dla bojowców PPS-FR we Lwowie, pracował jako instruktor i kierownik trzech piątek bojowych.
Brał udział w XI zjeździe PPS-FR w Wiedniu w sierpniu 1909. W tym czasie zaczął jednak okazywać coraz większy krytycyzm wobec kierownictwa partii i osobiste ambicje. Należał do osób domagających się od Piłsudskiego rozliczenia się z funduszy zdobytych podczas akcji pod Bezdanami, czym zraził do siebie wielu towarzyszy. Dążąc do osiągnięcia samodzielnej pozycji, budował w terenie własne równoległe struktury i nawiązał współpracę z Grupą Rewolucjonistów Mścicieli.
W 1910 został usunięty z Organizacji Bojowej i otrzymał zakaz kontynuowania działalności pod groźbą śmierci. Najpewniej z zemsty wobec byłych towarzyszy, a jednocześnie obawiając się odwetu z ich strony, stał się konfidentem Ochrany. Władze PPS-FR wydały nań wyrok śmierci jesienią 1910. Sukiennik ukrywał się w Zagłębiu, wreszcie 12 grudnia w Mirowie dostał się w ręce carskiej żandarmerii, która przekazała go tajnej policji politycznej. Więziony przez ponad trzy lata w X Pawilonie Cytadeli Warszawskiej, składał podczas śledztwa obszerne zeznania, denuncjując 280 uczestników konspiracji socjalistycznej z okolic Częstochowy i Zagłębia, spośród których aresztowano, osądzono i skazano 82 osoby, co w znacznej mierze sparaliżowało działalność siatki w Kongresówce, a także szereg wspierających ją przedsiębiorców i przekupionych funkcjonariuszy policji.
Zdrada Sukiennika stała się bardzo głośna, a prasa w tonie sensacyjnym wiązała jego przypadek również ze słynną w owym czasie sprawą Macocha. Chociaż wydaje się, że lojalnie współpracował on z władzami rosyjskimi, to sam również w maju 1914 otrzymał wyrok 12 lat katorgi, ale już w październiku 1915 zwolniono go z więzienia Orle nad Oką, dokąd wobec wybuchu I wojny światowej przetransportowano aresztantów z Warszawy. Następnie przebywał na leczeniu w Moskwie, Piotrogrodzie, Odessie i Kijowie. Pozostał w Rosji także po rewolucji październikowej, w której uczestniczył jako sanitariusz w wojskowym pociągu szpitalnym nr 33A Armii Czerwonej. Służbę tę pełnił nadal podczas wojny polsko-bolszewickiej aż do początku 1921, kiedy został bezterminowo urlopowany. Później pracował w porcie handlowym w Piotrogrodzie. Latem 1922 wyszła na jaw jego agenturalna przeszłość, został aresztowany przez bolszewików i po procesie przed sowieckim sądem wojskowym rozstrzelany. Podczas pobytu w więzieniu sowieckim spisał zeznanie „Биография моей жизни”.